# Trupina
Trupina (również Kopiata, niem. Galgen Berg) – wzgórze w polskiej części Gór Opawskich (masyw Długoty) o wys. 336 m n.p.m. Położone na południe od Łąki Prudnickiej i Moszczanki. Należy do Korony Parku Krajobrazowego Góry Opawskie.
Nazwa wzgórza pochodzi od stojącej tu dawniej szubienicy, zaś w okolicy chowano wisielców. W przeszłości biegł tędy szlak handlowy z Wrocławia do Ołomuńca.

## Piesze szlaki turystyczne
- Prudnik – Łąka Prudnicka – Trupina (336 m n.p.m.) – Wieszczyna – Trzebinia